# Windows (Amanda Somerville)
Windows è un album di Amanda Somerville, pubblicato nel 2008 dalla Hya! Discs.

## Tracce
1. Mayday - 4:41
2. Point Of Safe Return - 4:08
3. Moth - 3:51
4. My Song For You - 3:54
5. Get Me - 4:40
6. Inner Whore - 3:42
7. Out - 3:46
8. Carnival - 4:10
9. Clear - 3:28
10. Sometimes(*) - 4:23
11. All That I Am - 5:10
12. Windows - 4:51

(*) - Traccia non inclusa nella versione digitale